# Thallium(I)-chlorat
Thallium(I)-chlorat ist eine chemische Verbindung aus der Gruppe der Thalliumverbindungen und Chlorate.

## Gewinnung und Darstellung
Thallium(I)-chlorat kann durch Reaktion von Thallium(I)-sulfat mit Bariumchlorat hergestellt werden. Dabei verbleibt das TlClO3 in Lösung, während BaSO4 ausfällt.
{\displaystyle \mathrm {Tl_{2}SO_{4}+Ba(ClO_{3})_{2}\longrightarrow 2\ TlClO_{3}+\ BaSO_{4}\downarrow } }

## Eigenschaften
Thallium(I)-chlorat ist ein Feststoff, welcher leicht löslich in Wasser ist. Er zersetzt sich bei Erhitzung, wobei Chlorverbindungen und Thalliumverbindungen (Thallium(III)-oxid und Thallium(I)-chlorid) entstehen.
{\displaystyle \mathrm {7\ TlClO_{3}\longrightarrow 3\ Tl_{2}O_{3}+TlCl+6\ ClO_{2}} }
Thallium(I)-chlorat ist ein starkes Oxidationsmittel und muss wie alle Chlorate vorsichtig gehandhabt werden.